# Brian Burrows
Brian Burrows (* 17. Februar 1988 in Torrance, Kalifornien) ist ein US-amerikanischer Sportschütze.

## Erfolge
Brian Burrows tritt seit 2008 bei internationalen Wettkämpfen im Trap an. 2012 und 2013 wurde er jeweils nationaler Meister und beendete seine Karriere zunächst im Jahr 2016, ehe ihn seine Trainer 2018 davon überzeugen konnten, diese fortzusetzen. Ein Jahr darauf gewann er bei den Panamerikanischen Spielen in Lima in der Einzelkonkurrenz die Goldmedaille und sicherte sich im Mixed zusammen mit Rachel Tozier Silber.
Bei den 2021 ausgetragenen Olympischen Spielen 2020 in Tokio trat Burrows in zwei Wettbewerben an. Im Einzel verpasste er mit 121 Punkten als Zwölfter das Finale. Erfolgreicher verlief dagegen der Wettkampf im Mixed. Zusammen mit Madelynn Bernau schoss Burrows 146 Punkte, womit sie ins Duell um die Bronzemedaille einzogen. Dort trafen sie auf das slowakische Duo Zuzana Rehák-Štefečeková und Erik Varga, das ebenso wie Burrows und Bernau zunächst auf 42 Treffer kam. Im Stechen setzten sich die beiden US-Amerikaner mit drei zu zwei Treffern durch und sicherten sich so den Gewinn der Bronzemedaille.
Burrows schloss 2016 an der California State University ein Studium der Wirtschaftswissenschaften ab.